# 假面騎士顎門 全新變身
假面騎士顎門 的電視特別篇《全新變身》（原文：新たなる変身），於日本2001年10月1日播出，而時間線位於電視中的第37話之前的故事。

## 演員列表
| 角色                | 演員                 |
| 津上翔一【Agito】   | 賀集利樹             |
| 冰川誠 【G3-X】     | 要潤                 |
| 葦原涼 【Gills】    | 友永雄亮             |
| 國枝東              | 京本政樹（特別出演） |
| 風谷真魚            | 秋山莉奈             |
| 小澤澄子            | 藤田瞳子             |
| 尾室隆弘【G3-MILD】 | 柴田明良             |
| 北條透              | 山崎潤               |